# Jonatan da Silva Lima
Jonatan da Silva Lima, meglio noto come Jonatan Lima o semplicemente Jonatan (Salvador, 4 gennaio 1992), è un ex calciatore brasiliano, di ruolo centrocampista.

## Carriera
Ha giocato nella seconda divisione brasiliana e nella massima serie ucraina.